# Centraal Bureau voor de Statistiek

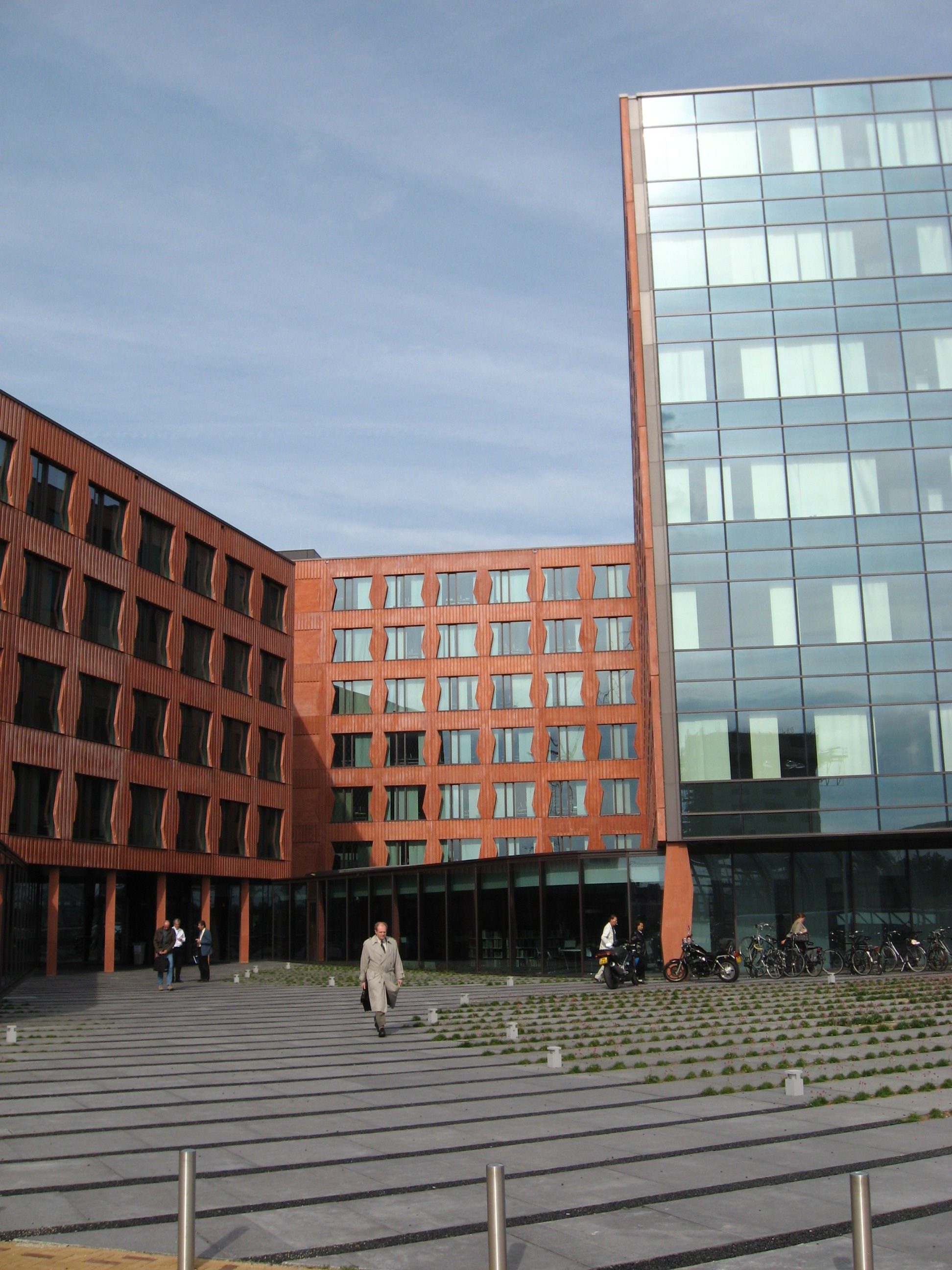
Sede principale del CBS (L'Aia)

Il Centraal Bureau voor de Statistiek o CBS (Ufficio centrale di Statistica in lingua italiana), è l'organismo ufficiale responsabile per il coordinamento generale dei servizi statistici dei Paesi Bassi.
Fondato nel 1899, ha sedi a L'Aia e Heerlen.